# تاريخ فاس

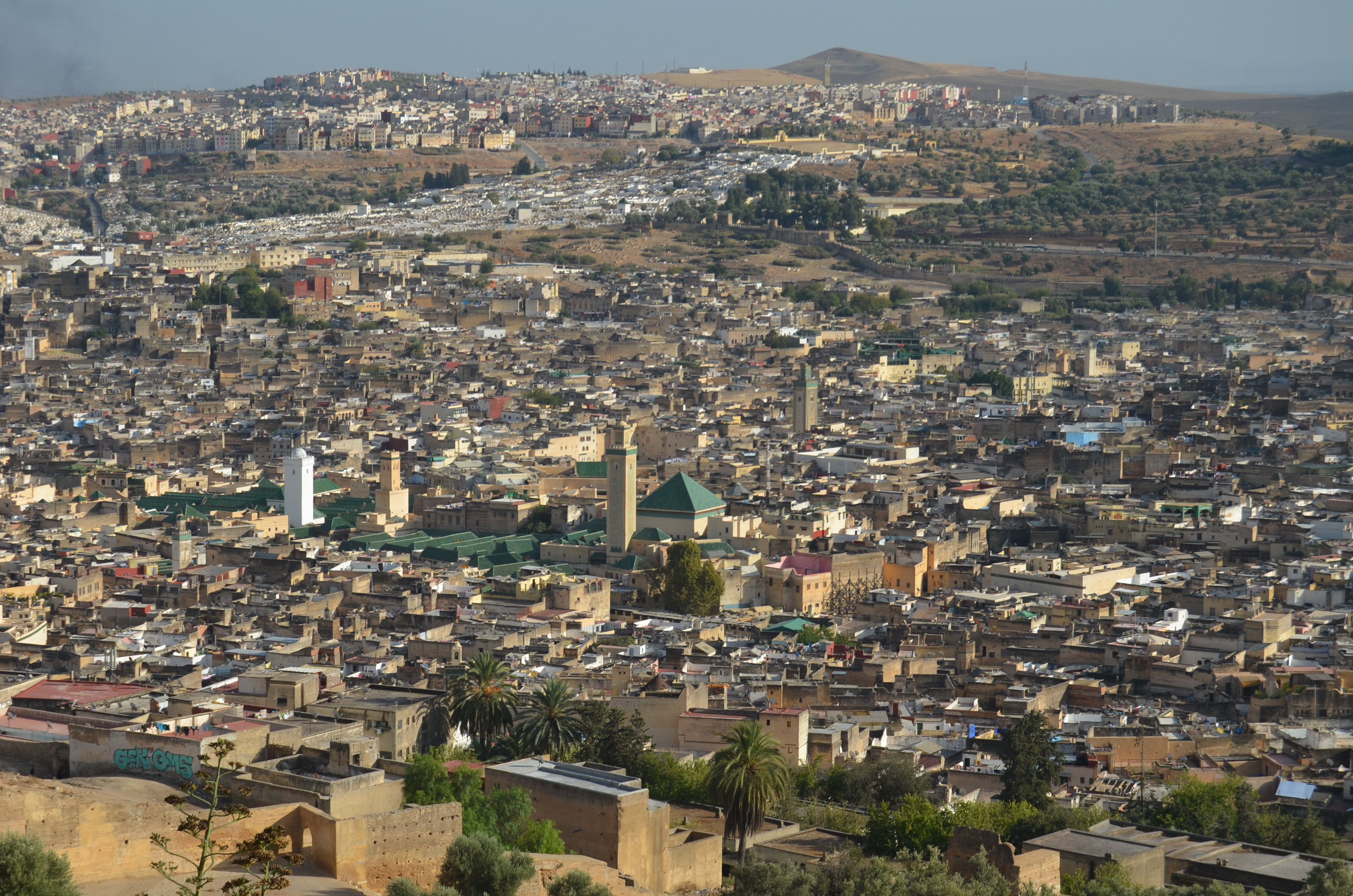
إطلالة على فاس البالي

يبدأ تاريخ فاس بتأسيسها على يد إدريس الثاني في نهاية القرن الثامن وبداية القرن التاسع الميلادي . كانت تتكون في البداية من مستوطنتين مستقلتين ومتنافستين على الضفاف المتعارضة لما يعرف الآن باسم واد فاس. وسكنها في البداية عائلات من الأمازيغ، لكن بعدها أعطت الموجات المتتالية من المهاجرين الأجانب بشكل رئيسي من إفريقية ( تونس ) والأندلس ( إسبانيا / البرتغال ) بمرور الوقت المدينة الوليدة طابعًا متميزا. بعد سقوط الأدارسة، تم التنازع على المدينة بين مجموعات قبلية زناتية مختلفة متحالفة إما مع الخلافة الفاطمية أو الخلافة الأموية في قرطبة. في القرن الحادي عشر، غزا السلطان المرابطي يوسف بن تاشفين المنطقة ووحد مستوطنتيها في ما يُعرف اليوم بحي فاس البالي. في ظل حكم المرابطين والموحدين من بعدهم، وعلى الرغم من فقدان مركز العاصمة لمراكش، ظلت المدينة المركز الاقتصادي والسياسي لشمال المغرب واكتسبت شهرة في مجال البحث الديني والنشاط التجاري.
بلغت فاس ذروتها في العصر المريني بالقرنين الثالث عشر والخامس عشر، واستعادت مكانتها كعاصمة سياسية واقتصادية للمغرب. في عام 1276، أسس السلطان المريني أبو يوسف يعقوب أيضًا مدينة ملكية منفصلة، سميت باسم فاس الجديد غرب فاس البالي، حيث لا يزال القصر الملكي (دار المخزن) موجودًا حتى اليوم. وتم كذلك بناء العديد من المدارس والمساجد الجديدة في جميع أنحاء المدينة، والتي لا يزال الكثير منها باقٍ حتى يومنا هذا، بينما تم ترميم المباني الأخرى. خلال هذه الفترة، نما عدد السكان اليهود في المدينة وتشكلت حي الملاح الخاص بالسكانة اليهودية على الجانب الجنوبي من هذه المدينة الجديدة. لكن بعد الإطاحة بالدولة المرينية، مرت مدينة فاس بفترات من التدهور والازدهار وكثيراً ما تنافست مع مراكش على النفوذ السياسي والثقافي داخل المغرب الأقصى. عادت المدينة إلى النفوذ خلال القرن التاسع عشر وظلت عاصمة السلطنة العلوية حتى عام 1912 م، عندما أصبحت المغرب تحت سيطرة الحماية الفرنسية. نقل النظام الاستعماري الفرنسي العاصمة إلى الرباط، وخضعت فاس لتدهور سياسي.

## التأسيس

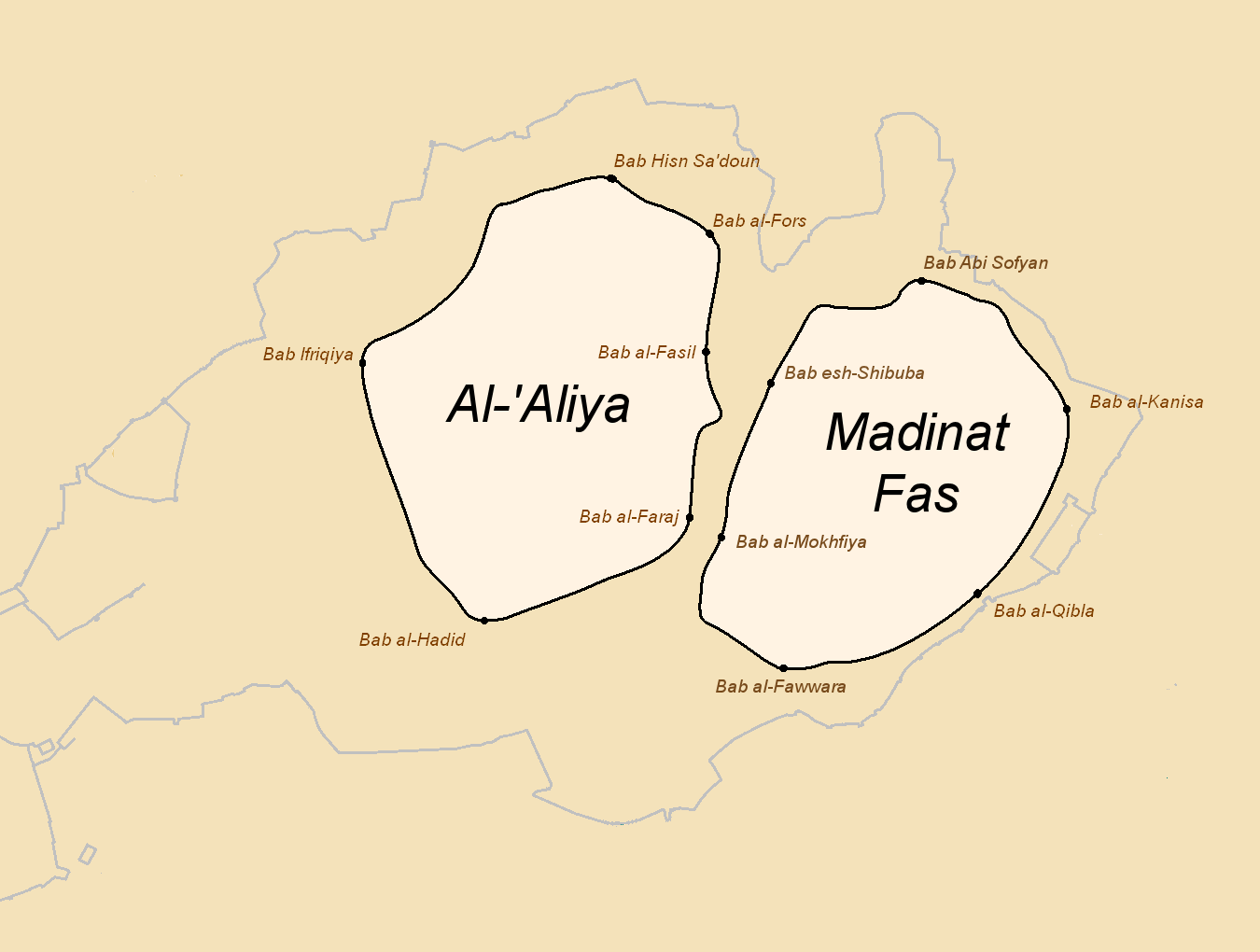
إعادة بناء تقريبية للعدوتين بفاس: العالية ومدينة فاس.

تأسست المدينة لأول مرة في عام 789 باسم مدينة فاس على الضفة الجنوبية الشرقية لنهر فاس من قبل إدريس الأول، مؤسس السلالة الإدريسية. ثم بنى ابنه إدريس الثاني  مدينة أخرى تسمى العالية، على ضفة النهر المقابلة عام 809 ونقل عاصمته إلى هناك من وليلي. ستتطور فاس والعالية بعدها إلى مستوطنتين محاطتين بجدران ومستقلتين عن بعضهما البعض إلى حد كبير، وغالبًا ما كان يتعارض أحدهما مع الآخر. كان السكان الأوائل لفاس يتألفون في الغالب من الأمازيغ، إلى جانب مئات المهاجرين من القيروان والأندلس الذين شكلوا حاشية إدريس الثاني.
ازدادت الهجرات إلى فاس بعد ذلك، بما في ذلك العائلات الأندلسية ذات الأصول العربية والأمازيغية والأيبيرية المختلطة، الذين طردوا من قرطبة في 817-818 بعد تمرد ضد الحكم بن هاشم، وكذلك العائلات العربية التي تم طردها من القيروان بعد تمرد آخر عام 824 م. استقر المهاجرون الأندلسيون بشكل رئيسي في مدينة فاس البالي، بينما وجد القيروانيون موطنهم في العالية. وهاتان الموجتان من المهاجرين أعطتا المدينة طابعها المتميز وأطلقوا اسمهما لاحقًا على منطقتي عدوة الأندلس وعدوة القرويين. مع تدفق الأندلسيين والقيروانيين الناطقين بالعربية، كانت اللغة السائدة بالمدينة هي اللغة العربية. بالرغم من أن الأمازيغ استقروا بالعدوتين هناك طوال هذه الفترة المبكرة، ولا سيما في عدوة الأندلسيين ولاحقًا في فاس الجديدة خلال عهد المرينيين. كان في المدينة أيضًا مجتمع يهودي مهم، ربما كان عدد كبير منهم يتكون من بربر زناتة الذين كانوا يدينون سابقًا باليهودية، بالإضافة إلى عدد قليل من السكان المسيحيين المهاجرين من الأندلس. كان اليهود يتركزون بشكل خاص في المنطقة الشمالية الشرقية من العالية المعروفة باسم فندق اليهودى (بالقرب من باب الكيسة لاحقًا).

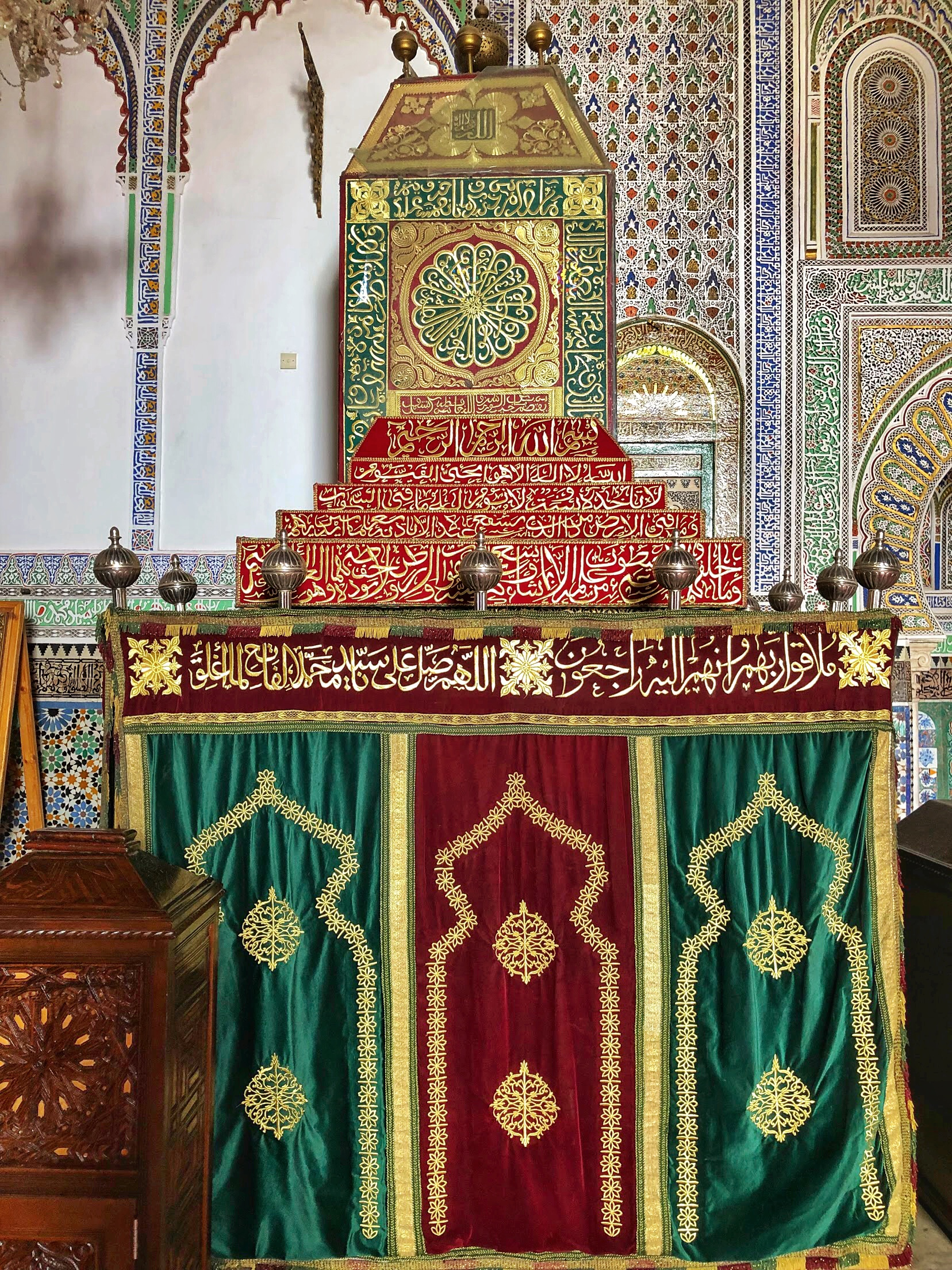
ضريح مولاي إدريس الثاني في فاس، اليوم يقع في الموقع الأصلي لمسجد الشرفاء.

تميزت المنطقة بوفرة المياه، فاستفادت مدينة فاس من موقعها المتميز وتم تجهيز كل من المستوطنتين بالكامل بمرافقها الحضرية الخاصة. كانت أولى مساجد المدينة مسجد الشرفاء ومسجد الشيوخ (مسجد الأنوار حاليا). ومع ذلك، لم تظل هذه المساجد على شكلها الأصلي. فقد أصبح مسجد الشرفاء موقعاً لدفن إدريس الثاني عند وفاته، وتطور لاحقًا إلى زاوية مولاي إدريس الثاني الموجودة اليوم بفاس البالي، بينما لم يترك مسجد الأنور سوى بقايا أثرية صغيرة. وفقًا لأحد المصادر الرئيسية المبكرة في هذه الفترة، وهو كتاب روض القرطاس لابن أبي زرع، في عام 859 تم إنشاء مسجد القرويين من قبل فاطمة بنت محمد الفهري. كما اشتهرت أختها مريم بتأسيس جامع الأندلس في نفس العام.
عند وفاة إدريس الثاني عام 828 م، تم تقسيم أراضي دولة الأدراسة بين أبنائه. فخلف محمد والده على حكم مدينة فاس، لكن حاول بعض إخوته الانفصال عن قيادته، مما أدى إلى صراع داخلي. وعلى الرغم من إعادة توحيد المملكة الإدريسية في نهاية المطاف تحت حكم علي حيدرة بن محمد ويحيى بن محمد، إلا أنها شهدت انتكاسات كبيرة مرة أخرى في أواخر القرن التاسع.

## سيطرة الزناتيين
في القرن العاشر، كانت مدينة فاس (العاصمة العلمية) محل نزاع بين الخلافة الأموية في قرطبة، والخلافة الفاطمية في إفريقية، الذين ضموا المدينة لهم من خلال مجموعة من المواليين من الامارات الزناتية بالمنطقة. استولى الفاطميون على المدينة عام 927 م، وطردوا الإدريسيين نهائياً، وبعد ذلك تم تنصيب قبائل مكناسة، إحدى قبائل زناتة هناك. استمرت المدينة، إلى جانب جزء القسم الشمالي من المغرب، في الانتقال بين المواليين لقرطبة وأخرين للفاطميين لعقود عديدة. بعد ذلك استطاع الفاطموين مرة آخرى من الاستيلاء على المدينة عام 979 م من قبل بلقين بن زيري. لكنه لم يدم طويلا، بحيث تمكنت قوات مغراوة الموالية للمنصور بن أبي عامر من استعادة المنطقة مرة أخرى، وطرد الفاطميين بشكل دائم.
[[ملف:29610-Fez_(28134041211)_(qarawiyyin_crop).jpg|تصغير| تم توسيع مسجد القرويين حوالي عام 956 م، وأضيفت مئذنة جديدة بمدينة فاس.
على الرغم من عدم الاستقرار السياسي في هذه الحقبة، فقد قدمت هذه القبائل الزناتية مساهمات ملحوظة في تطوير المدينة. في عام 956 م، تم توسيع مسجد القرويين بشكل كبير من قبل أحمد بن أبي سعيد، وهو حاكم زناتي محلي، بتمويل من عبد الرحمن الثالث من قرطبة. كما تم بناء صومعتين لجامع الأندلس ومسجد القرويين.
انطلاقا من 980 م، سُيطر على فاس من قبل عائلة زناتة من قبيلة مغراوة، والذين كانوا حلفاء لخلافة قرطبة. وقد حافظوا على هذه السيطرة حتى بعد انهيار دولة الأمويين في الأندلس في أوائل القرن الحادي عشر وحتى وصول المرابطين. استمرت فاس في النمو تحت سيطرة زناتة على الرغم من اندلاع النزاعات بين سكان العدوتين خلال فترات التنافس السياسي. كان زيري بن عطية، أول حاكم للسلالة المغراوة الجديدة. شهدت المدينة اضظرابات عدة في العقود الأولى لهذه السلالة. ومع ذلك، فإن سليل ابن عطية دوناس بن حمامة، الذي حكم بين عامي 1037 و 1049 م، كان مسؤولاً عن العديد من أعمال تطوير البنية التحتية الهامة من أجل استيعاب تزايد عدد سكان بمدينة فاس. فقد طور نظام توزيع الماء من واد فاس، والذي استمرت إلى حد كبير حتى يومنا هذا. وفقًا لعالم الجغرافيا ابن حوقل في القرن العاشر، كان يتم ضخ المياه في الأسواق كل ليلة صيف لسقي الاراضي. كما تم نقل المياه إلى الحمامات العامة و المطاحن والمساجد. نمت المدينة بسرعة وبحلول أواخر التسعينيات من نفس القرن، فبلغ عدد سكانها حوالي 100000 نسمة.
تضمنت المباني الأخرى التي شُيدت في عصر دوناس بن حمامة، الحمامات والمساجد والجسور الأولى فوق وادي فاس، والتي أعيد بناؤها في الغالب في عصور لاحقة. وهكذا، أصبحت المدينتان متكاملين بشكل متزايد مع بعضهما البعض. فبدأـ المساحة المفتوحة بين المدينتين بالامتلاء بشكل متزايد بمنازل جديدة، وسمح ما يصل إلى ستة جسور عبر النهر بحركة مرور أسهل بين الضفتين. ومع ذلك، بعد عقد من الزمن، بين عامي 1059 و 1061 م، حكم أمراء متنافسين من مغراوة الضفتان المتعارضتان في المدينة بشكل منفصل. فكانت العالية تحت سيطرة أمير يُدعى عجيسة ومدينة فاس كان يسيطر عليها شقيقه الفتوح. قام الشقيقان بتحصين العدوتين الخاصة بهما، وتم تسمية اثنين من بوابات المدينة حتى يومنا هذا باسميهما: باب عجيسة في الشمال وباب الفتوح في الجنوب.  في عام 1062 م، قاد الأمير الحمادي بلكين بن محمد حملة عسكرية ضد المغراويين واستولى لفترة وجيزة على فاس لعدة أشهر قبل مغادرته. تم اغتياله بعد ذلك في رحلة عودته شرقاً وعادت فاس إلى سيطرة الزناتييت بعد ذلك.  

## فاس تحت حكم المرابطين والموحدين

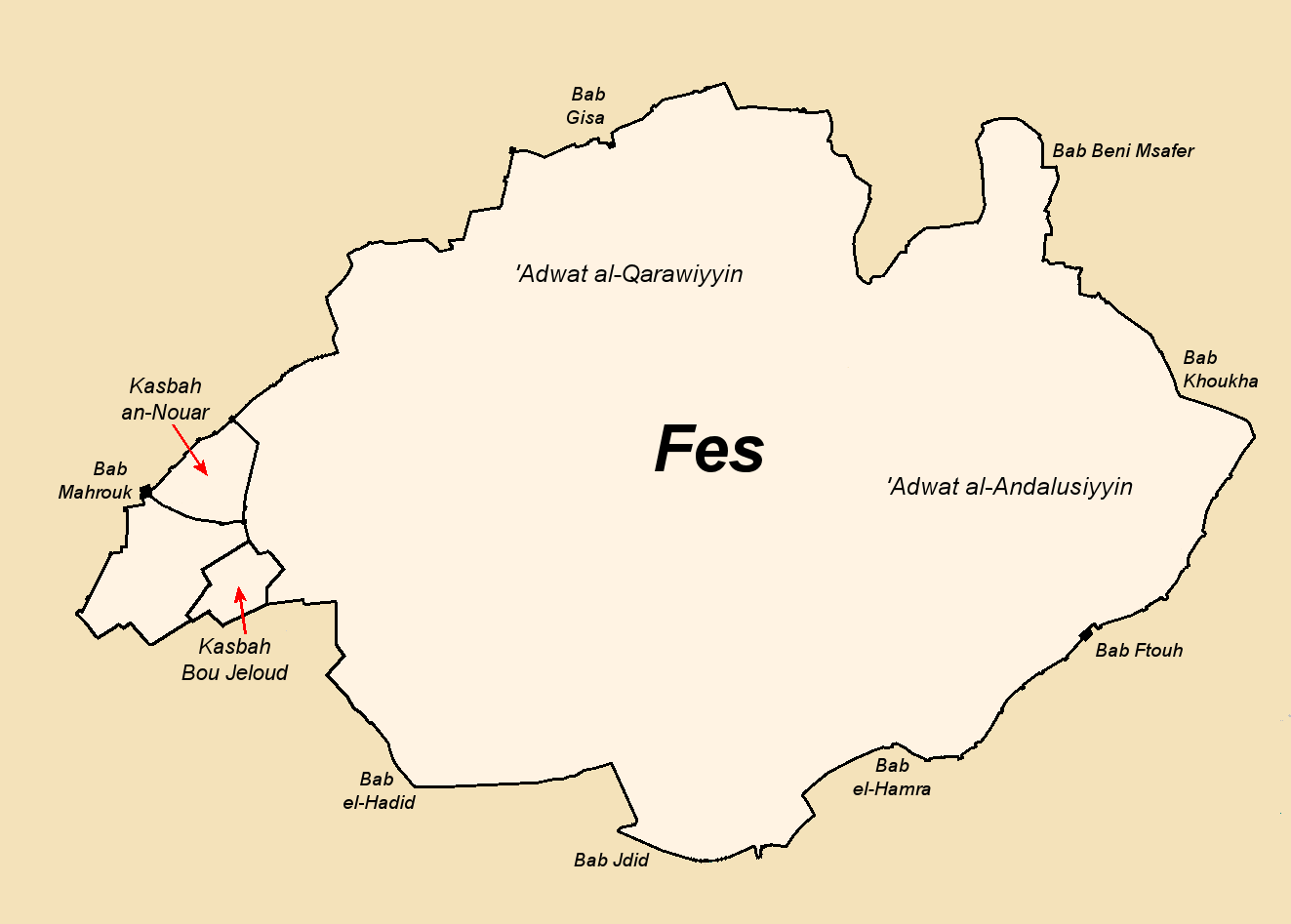
مخطط مدينة فاس في العهد الموحدي بعد توحيد عدويتيها على يد المرابطين.

تقدم المرابطون الذين ظهروا في أقصى الجنوب من المنطقة المحيطة بفاس في أوائل ستينيات القرن العاشر. ثم في عام 1063، بدأوا غزوًا عسكريًا طويلاً للمنطقة تحت قيادة يوسف بن تاشفين من أجل هزيمة المغراويين، الذين كانوا المعارضين الرئيسيين لحكمهم، وكان معنصر آخر حكام المغراويين لفاس عقبة كبيرة لهم. بالبداية لم يكن ابن تاشفين قادر على الاستيلاء على مدينة فاس، فقرر غزو بعض الحصون والمدن المحيطة أولاً قبل أن يعيد التركيز على محاصرة المدينة. ففر معنصر من فاس قبل أن يتمكن المرابطون من الاستيلاء عليها في أواخر عام 1063. عين ابن تاشفين أحد أفراد عشيرته حاكماً للمدينة وترك حامية من 400 من رجال قبيلة لمتونة لحراستها، ثم انطلق في حملات أخرى عبر شمال المغرب. في غيابه عاد معنصر واستولى على المدينة مرة أخرى بعد حصار وقتل والي ابن تاشفين عليها. ورد المرابطون بمهاجمة المدينة وفرض حصار عليها. في النهاية، قُتل معنصر في حملة عسكرية، لكن الزناتيين المحليين استمرتوا في المقاومة والتفوا حول زعيم جديد، رجل من تازة يدعى قاسم بن عبد الرحمن. لم ستطع ابن تاشفين الاستيلاء على المدينة رغم محاولاته المتكررة، فاختار بدلاً من ذلك استئناف احتلاله للمناطق المحيطة وشمال المغرب، وذلك للقضاء على المقاومة خارج المدينة أولاً.
استولى ابن تاشفين أخيرًا على المدينة نهائيًا في 18 مارس 1070م. فنهب المرابطون المدينة وذبحوا العديد من سكانها من الزناتيين. وفي نفس العام من هذا الفتح، وحد ابن تاشفين أخيرًا فاس والعالية في مدينة واحدة. تم دمر الأسوار التي تفصل بينهما، وقام ببناء وتجديد الجسور التي تربطهما، كما تم إعادة انشاء سور واحد يشمل المدينتين. تم قام ببناء القصبة، التي عُرفت فيما بعد باسم قصبة بوجلود على الحافة الغربية للمدينة، لإيواء حاكم المدينة وحاميتها. قام ابن تاشفين أيضًا بتحديث نظام إمدادات المياه في المدينة بمساعدة مهندسين من قرطبة من خلال إنشاء قنوات إضافية متفرعة من القنوات الرئيسية التي أنشأها في وقت سابق دوناس ابن حمامة. وتحت رعاية الأمير المرابطي اللاحق علي بن يوسف، تمت أكبر عملية توسعة وترميم لجامع القرويين الكبير بين عامي 1134 و 1143 م.  و على الرغم من أن العاصمة قد تم نقلها إلى مراكش في عهد المرابطين، إلا أن فاس اكتسبت سمعة طيبة كقاعدة رئيسية للمذهب المالكي بشمال أفريقيا، وظلت مركزًا مهمًا للتجارة والصناعة. كان تأثير المرابطين على هيكل المدينة كبيرا الى درجة أن البعض يعتبر يوسف بن تاشفين أحيانًا المؤسس الثاني لفاس.

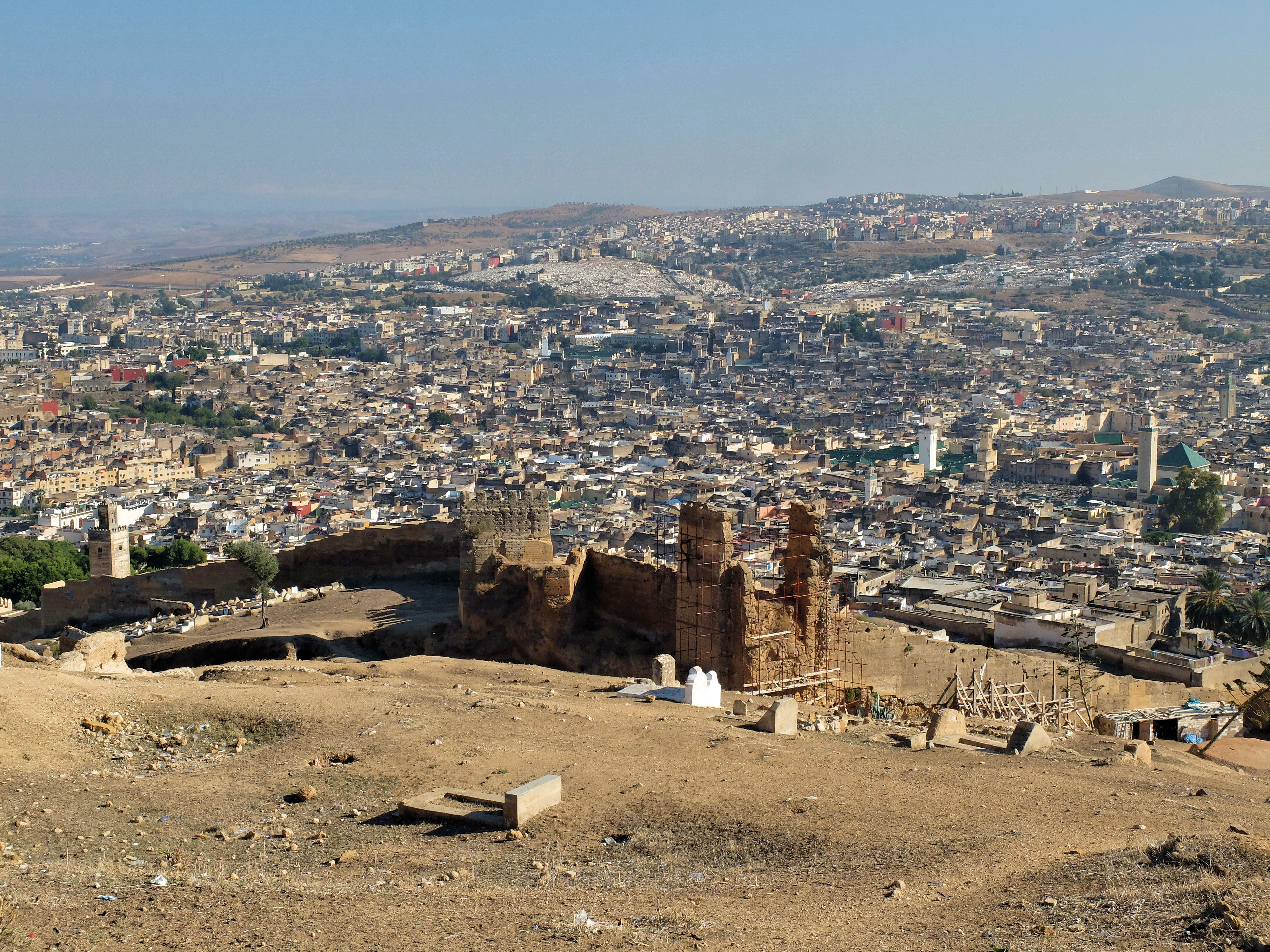
بقايا أسوار المدينة على الجانب الشمالي من فاس البالي، والتي أعيد بناؤها خلال الفترة الموحدية (القرنين الثاني عشر والثالث عشر)

في 1145 أو 1146 م، حاصر زعيم الموحدين عبد المؤمن بن علي المدينة أثناء حملته للإطاحة بالمرابطين. قاومت المدينة بضراوة ولم يتم احتلالها إلا بعد حصار شديد قطع خلاله الموحدين إمدادات المياه عن المدينة. دخل المحاصرون المدينة أخيرًا بمساعدة عبد الله بن خيار الجياني، المشرف المالي المرابطي، الذي غير ولاءه وفتح أبواب المدينة لهم.  وبسبب المقاومة الشرسة التي واجهوها، انتقم الموحدون المنتصرون من الساكنة، وذبحوا معظم المرابطين، ودمروا العديد من المنازل والمباني.  
ومع ذلك، وبسبب الأهمية الاقتصادية والعسكرية المستمرة لفاس، أمر الخليفة الموحدي يعقوب بن يوسف المنصور لاحقًا بإعادة بناء الأسوار. وبعد أن نمت المدينة مرة أخرى، اصبحت الأسوار التي بناها الموحدين الجديدة أكبر من أسوار المرابطين السابقة. وتم الانتهاء من البناء أثناء فترة تولي خليفته محمد الناصر الحكم في عام 1204، الذي منحها شكلها النهائي وأنشأ جدران فاس البالي التي استمرت حتى يومنا هذا. أعاد الموحدون بناء قصبة بوجلود في موقع قصبة المرابطين السابقة. و في زمن يعقوب المنصور، تم تزويد هذه القصبة بمسجد جامع جديد المسمى مسجد بو جلود، الذي لا يزال قائماً حتى اليوم. وفي الجوار، بنى الموحدون أيضًا قصبة أخرى، والتي احتلت موقع ما يعرف الآن بقصبة النوار . وأعاد محمد الناصر بناء وتوسيع مسجد الأندلس بين عامي 1203 و1207 م.
في هذه الفترة، بدأ يشار إلى المدينة كمدينة كبرى رئيسية واكتسبت شهرة عالية بين الكتاب المعاصرين مثل الإدريسي وعبد الواحد المراكشي. في ظل حكم الموحدين، نمت المدينة لتصبح واحدة من أكبر المدن في العالم بين 1170 و 1180 م، وقدر عدد سكانها بنحو 200000 نسمة.  لم تكن كل الأراضي داخل أسوار المدينة مأهولة بالسكان، بحيث كان الكثير منها عبارة عن أراضي زراعية وحدائق يستخدمها السكان. كان اقتصاد المدينة مزدهرًا وظهرت صناعات جديدة متعدد مثل المدابغ. تركزت كل صناعة بشكل عام في حي أو أحياء معينة. برزت معظم الحرف بالقرب من المركز، ولكن بعضها مثل صناعة الخزف تشكلت في المناطق الخارجية للمدينة لأن الصناع يحتاجون إلى مساحات أكبر.  لعبت فاس إلى جانب مدن رئيسية أخرى في المنطقة، دورًا في التجارة عبر الصحراء. كانت هناك طرق تجارية متعددة، لكن القوافل التي تسلكت الطريق عبر سجلماسة ستستمر في رحلتها عادة من هناك إلى فاس أو تلمسان. ومن فاس، يمكن للبضائع أن تنتقل شمالًا إلى مضيق جبل طارق والأندلس.  بحلول نهاية العهد الموحدي، أصبحت فاس ليست فقط مركزًا للتجارة المحلية والإقليمية، ولكن أيضًا مركزًا مصدرًا للمنتجات الخاصة التي تصنع في المدينة.

## أنظر أيضا
- فاس
- تاريخ المغرب
- تاريخ تطوان